# Eustrophopsis arizonensis
Eustrophopsis arizonensis là một loài bọ cánh cứng trong họ Tetratomidae. Loài này được Horn miêu tả khoa học đầu tiên năm 1888.